# Kurt Leitner
Kurt Leitner (* 21. März 1946 in Schwarzach im Pongau, Land Salzburg; † 7. Oktober 2018) war ein österreichischer Fußballspieler auf der Position eines Stürmers. 

## Karriere
Leitner begann seine Laufbahn als Mittelstürmer bei seinem Heimatverein SV Schwarzach. Bereits in der Jugendmannschaft der Pongauer fiel er den Talentsuchern aufgrund seiner beidbeinigen Schusskraft und seiner Schnelligkeit auf. Mit 20 Jahren wechselte der talentierte Mittelstürmer 1966 zum Erstligisten Wiener Sport-Club und reifte bei den Dornbachern in den folgenden beiden Jahren zum vielgefragten Topstürmer heran. Ein „Highlight“ waren seine beiden Treffer am 1. Oktober 1966 beim „sensationellen“ 3:0-Sieg des Amateur-Nationalteams in Salzburg-Itzling gegen England, was den Gruppensieg und die Teilnahme an der Finalrunde Ende Juni 1967 in Palma bedeutete, wo Österreich den Titel holte. – 1968 übersiedelte er in die oberösterreichische Hauptstadt Linz und spielte für die folgenden sechs Jahre erfolgreich beim LASK. 
Während dieser Zeit wurde Leitner etliche Male in die österreichische Nationalmannschaft einberufen. Tatsächlich eingesetzt wurde er von den Teamchefs Erwin Alge und Johann Pesser jedoch nur ein einziges Mal, und zwar am 4. April 1971 bei der 0:2-Niederlage von Österreich gegen Ungarn in Wien. Als Sturmpartner von Willi Kreuz und Geza Gallos kam er bereits in der fünften Spielminute zu einer Topchance, sein Schuss ging allerdings knapp über die Latte. In der 35. Minute legte er, nach Zuspiel von Buffy Ettmayer, ideal für Gallos auf, der den Ball trocken ins Tor schoss. Der Schweizer Schiedsrichter Pius Kamber erkannte den Treffer jedoch wegen angeblichen Abseits nicht an. Nach 77 Minuten wurde Leitner durch den für Austria Salzburg tätigen Wiener Karl Kodat ersetzt, womit seine kurze Teamkarriere beendet war. 
Nachdem sich 1974 ein geplanter Transfer zum österreichischen Rekordmeister Rapid Wien nach einer schweren Verletzung zerschlug, wechselte er im Frühjahr 1975, als Ersatz für den nach Linz zurückgekehrten Mittelstürmer Helmut Köglberger, zur Wiener Austria. Bei den Veilchen aus der Bundeshauptstadt kam er in der Frühjahrsrunde zu 12 Einsätzen und einem Tor. In seiner letzten Bundesligasaison 1975/76 entwickelte er sich zur unverzichtbaren Mannschaftsstütze und feierte mit dem Titelgewinn der Wiener Austria, zu dem er bei 21 Einsätzen noch sechs Tore beisteuerte, seinen größten Erfolg. 
Nach seinem Abgang bei der Austria spielte er noch in der 2. Division beim FC Dornbirn 1913, ehe er in den unteren Ligen seine Karriere ausklingen ließ. Als Trainer betreute Leitner von Ende 1979 bis Frühjahr 1980 die Vienna und anschließend noch einige unterklassige Mannschaften, konzentrierte sich später aber wieder auf seinen Hauptberuf als Versicherungsangestellter.
Kurt Leitner starb im Oktober 2018 im Alter von 72 Jahren.

## Stationen
- SV Schwarzach im Pongau (bis 1966, 4. Spielstufe)
- Wiener Sport-Club (1966–1968)
- Linzer ASK (1968–1975)
- FK Austria Wien (1975–1976)
- FC Dornbirn 1913 (1976/77)

## Erfolge
- Europameister der Amateure 1967
- Österreichischer Meister: 1976 (Austria)
- ÖFB-Cup-Finalist: 1970 (LASK)
- 1 Länderspiel für die Österreichische Fußballnationalmannschaft 1971
- 6 Auswahlspiele für die österreichische U-23-Nationalmannschaft
- 6 Länderspiele für die Österreichische Amateurnationalmannschaft